# Mechanische puzzel

Rubiks kubus

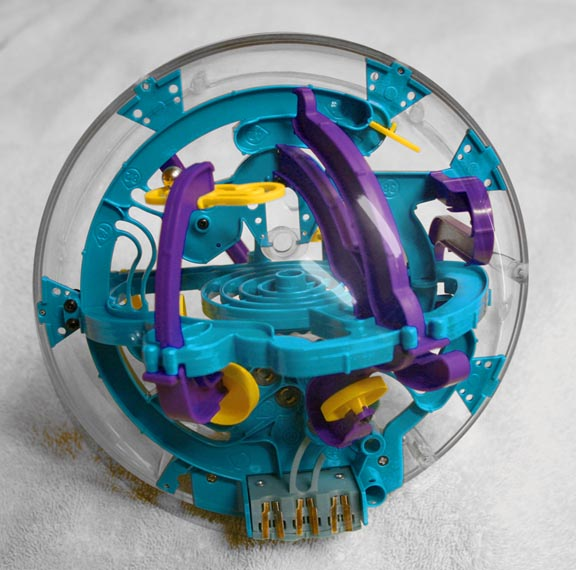
Superplexus

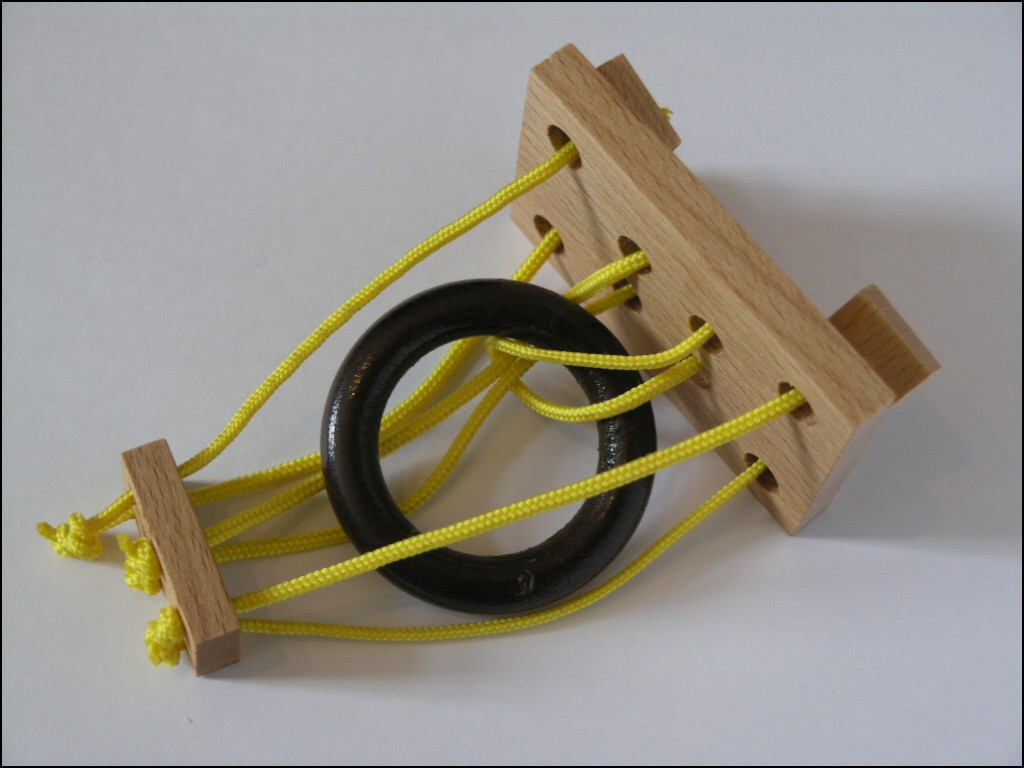
Demontagepuzzel

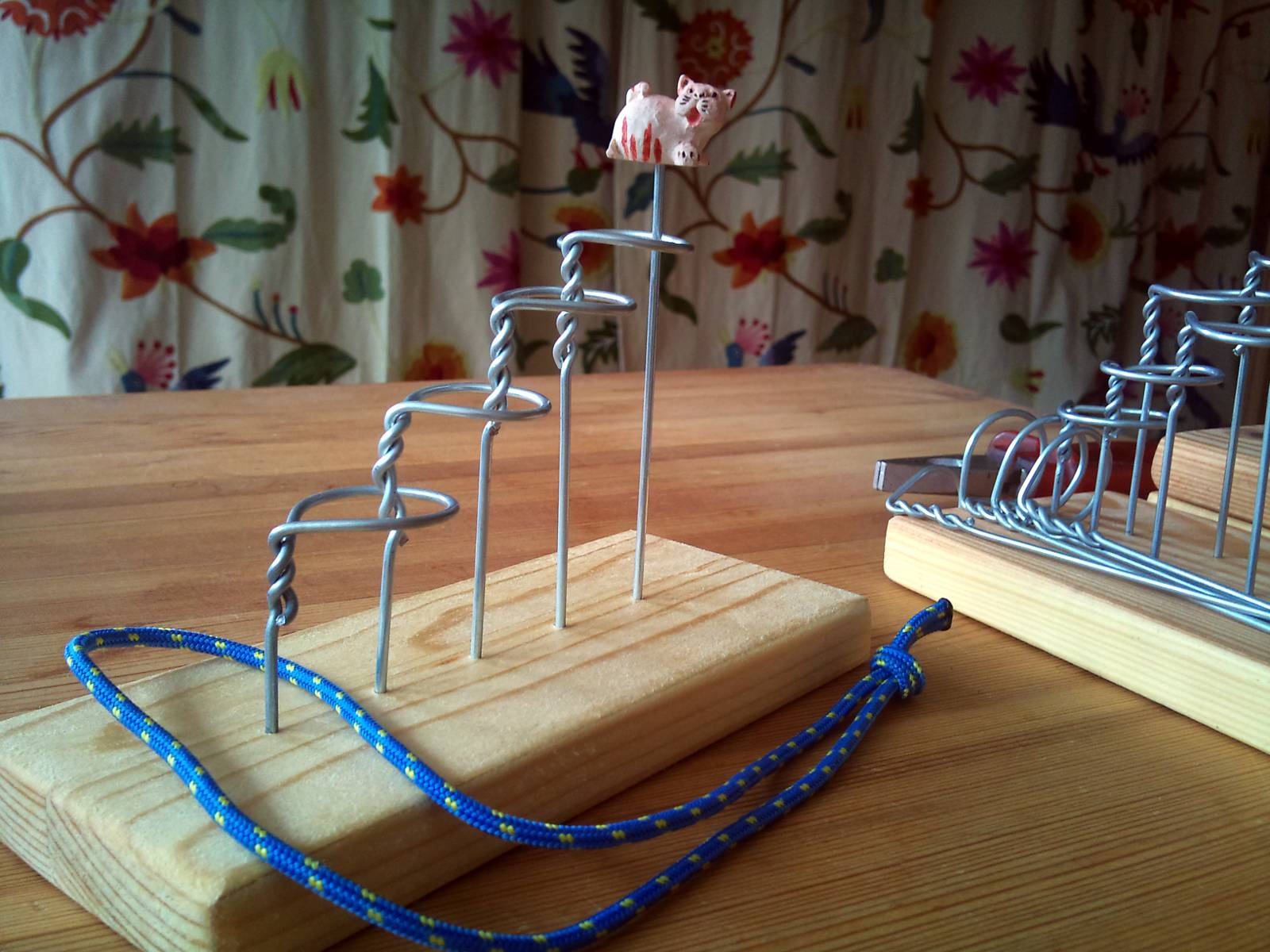
Chinese ringen

Een mechanische puzzel is een puzzel die door het bewegen van het object zelf of delen daarvan moet worden opgelost. Het zijn in de regel ingewikkelde constructies die maar op één of een beperkt aantal manieren in elkaar passen of kunnen worden opgelost. Vaak is de eindvorm een complexe structuur met een welgedefinieerde geometrische vorm. Er zijn puzzels in het platte vlak maar ook ruimtelijke puzzels.

## Tweedimensionale puzzels
Tweedimensionale puzzels zijn puzzels in het platte vlak die door schuiven of vouwen moeten worden opgelost. Een voorbeeld is de schuifpuzzel, waarbij het vaak gaat om vierkante stukjes in een plat vlak, waarbij één vakje leeg is. Door schuiven moet een afbeelding of volgorde ontstaan. Deze vorm wordt vaak voor reclamedoeleinden gebruikt.

## Draaipuzzels
Een draaipuzzel is een puzzel die door draaibeweringen moet worden opgelost. Bekend zijn de Rubiks kubus en de series die daarvan zijn afgeleid.

## Constructiepuzzels
Bij constructiepuzzels moeten de constructies in en uit elkaar worden gehaald. Bekend zijn de variaties van een houten bol die maar op één manier opgelost kunnen worden. Het zijn vaak geometrische figuren die maar op één manier in elkaar passen. Voorbeelden zijn de driedimensionale legpuzzel en Superplexus. Willem van der Poel is een kenner op het gebied van constructiepuzzels.

## Demontagepuzzels
Bij demontagepuzzels moeten constructies van touwen, ringen of voorwerpen losgehaald en in elkaar gezet worden. Voorbeelden zijn de demontagepuzzel, de draadpuzzel en de Chinese ringen. In Japan is de karakuri (demontage)puzzelbox bekend vanaf 1893. De karakuri box moet worden geopend in een aantal stappen.